# Liga Mexicana Elite de Hockey
La Liga Mexicana Elite de Hockey (LMEH) es una liga semi profesional de hockey sobre hielo en México.
La temporada se lleva a cabo de octubre a marzo y de aquí sale el 70% de los jugadores que representan a México en los Campeonatos Mundiales de la IIHF.

## Historia

### Inicios
La Liga Mexicana Elite de Hockey (LMEH) fue inaugurada el 2 de octubre de 2010 con el objetivo de establecer el hockey sobre hielo de México a un alto nivel internacional. Esto se logró con la participación conjunta de inversión privada y los equipos profesionales de Hockey ya existentes en el país.
La temporada de la Liga comenzó con 4 equipos de 2010-2011: Mayan Astronomers, Aztec Eagle Warriors, Teotihuacan Priests y Zapotec Totems, que se integraron a través de un proyecto, donde los jugadores se clasifican en las categorías de "AAA" "AA", "A" y luego , cada equipo eligió a sus jugadores en la sucesión, de modo que 4 conjuntos tienen el mismo nivel competitivo.
La Federación Deportiva de México de Hockey sobre Hielo; A.C. otorga premios en efectivo para el equipo ganador, además tiene por objeto establecer los salarios de los jugadores de todos los equipos, así como explorar la posibilidad de traer jugadores extranjeros para integrar los diferentes equipos de México Elite League.

### Actualidad
Esta liga se crea para la temporada 2017-2018 con el objetivo de que los mejores jugadores de Hockey sobre hielo de México compitan por el Campeonato Nacional Mayor. Iniciando la temporada con 4 equipos: Mayan Astronomers, Aztec Eagle Warriors, Teotihuacan Priests, Olmec Stone Heads y Tarascan Archers.

## Equipos

### Temporada 2024
| Liga Mexicana Elite de Hockey 2024 |                    |                  |
| Equipo                             | Entrenador en jefe | Sede             |
| Aztec Eagle Warriors               | Bandera de México  | Ciudad de México |
| Mayan Astronomers                  | Jorge Santillán    | Ciudad de México |
| Olmec Stone Heads                  | Jorge Rovelo       | Ciudad de México |
| Teotihuacan Priests                | Raul Perez         | Ciudad de México |
| Tarascan Archers                   |                    | Ciudad de México |

## Campeones
Lista de campeones y subcampeones de la liga.
| Temporada | Campeón             | Marcador | Subcampeón           |
| --------- | ------------------- | -------- | -------------------- |
| 2010-2011 | Teotihuacan Priests | 2-1      | Mayan Astronomers    |
| 2017-2018 | Mayan Astronomers   | 4-1      | Teotihuacan Priests  |
| 2018-2019 | Teotihuacan Priests | 3-2(1)   | Aztec Eagle Warriors |
| 2023      | Olmec Stone Heads   | 2-1      | Aztec Eagle Warriors |
| 2024      | Olmec Stone Heads   | 3-1      | Teotihuacan Priests  |

1Final decidida en Shootouts